# Femniterga notacastanea
Femniterga notacastanea is een vlinder uit de familie van de Lycaenidae. De wetenschappelijke naam van de soort is voor het eerst geldig gepubliceerd in 1988 door Johnson.